# ザ・グローヴ
ザ・グローヴ（The Glove）は、ザ・キュアーのロバート・スミスとスージー・アンド・ザ・バンシーズのスティーヴン・セヴェリンによる、1983年のイングランドにおける音楽コラボレーションおよびレコーディング・プロジェクト。彼らは1983年にポリドールとセヴェリンとのソロ契約の一環として1枚のスタジオ・アルバム『ブルー・サンシャイン』をリリースした。セヴェリンがバンド名、アルバム・タイトル、青/黄色のスリーブのコンセプトをすべて考えた。スミスがザ・キュアーとの事前の決定に基づきプロジェクトを完了する前に去らなければならなかったからである。

## 略歴
ロバート・スミスとスティーヴン・セヴェリンは、それぞれのバンド、ザ・キュアーとスージー・アンド・ザ・バンシーズで大きなストレスにさらされていた時期にザ・グローヴを結成した。
1982年6月、スミスは、キュアーの最も暗いアルバム『ポルノグラフィー』の制作とそのツアー、薬物乱用、そしてベーシストのサイモン・ギャラップの脱退につながったバンド内闘争によって精神崩壊の危機に瀕していた。1982年の夏、スミスはセヴェリンに、『Flexipop』誌への提供シングルのためにキュアーの「Lament」の初期バージョンでベースを演奏するように依頼した。
1982年10月、バンシーズがマドリッドで1回限りのショーを2ステージ演奏したとき、ギタリストのジョン・マッギオークがアルコールとレコーディングおよびツアーのストレスによって神経衰弱を起こし、重要なヨーロッパ・ツアーが始まる直前に帰国したため、バンドに解雇された。代わってスミスが契約を求められ、1982年11月、正式にバンシーズのメンバーとなった。スミスは以前、1979年のツアー開始時に離脱した彼らのギタリストであるジョン・マッケイの後任として「ジョイン・ハンズ」ツアーでバンシーズとライブで演奏していた。キュアーはすでにサポート・バンドだったので、1979年9月と10月にスミスは1日2セットを演奏することとなった。
セヴェリンとスミスは1982年後半にスタジオを予約した。彼らが録音した最初の曲は「Punish Me with Kisses」であった。
スミスがスージー・アンド・ザ・バンシーズに復帰してから2か月後の1983年1月、スージーとドラマーのバッジーはイギリスを離れ、クリーチャーズとしてアルバムをレコーディングした。
3月、日本とオーストララシアでのスージー・アンド・ザ・バンシーズ・ツアーから戻った後、セヴェリンとスミスはテレビ出演し、『リバーサイド』と呼ばれる英国のテレビ番組のためにニコラス・ディクシオンが考案したバレエにて、キュアーの曲「Siamese Twins」を生演奏した。その時、アン・ステファンソンとジニー・ヒューズが彼らと演奏。このメンバーですぐにザ・グローヴと呼ばれるプロジェクトに取り組み始めることとなった。バンド名は、ビートルズの1968年のアニメーション映画『イエロー・サブマリン』の巨大なフライング・グローヴ（空飛ぶ手袋）にちなんで付けられた。彼らのアルバムのタイトルである「ブルー・サンシャイン」は、架空の「ブルー・サンシャイン」というLSDを手にした人々が10年後に精神を病んで殺人者になるという内容の同名ホラー映画『Blue Sunshine』から名付けられた。スミスはレコーディング・セッションを「非現実的」なものだったと説明している。「スタジオで12週間過ごしたんだが、実際には約5日間でレコーディングした。残りの時間は、次々と参加者たちを招待する無限のパーティーに費やされたんだ。まるで駅のようなもので……本当にそれから抜け出したら、移動させられて次の一団が持ち込まれるというね。これらすべてが起こっている間に、ピアノやドラムを録音したんだ」。その期間中、2人はダリオ・アルジェントの映画を含む「暴力的なビデオの数々」を観て、ほとんど夜通し起きていた。
スミスは契約上、他のバンドと歌うことを禁じられていたので（2001年にキュアーの長年のレーベルから離脱した理由の1つ）、元Zooのダンサーであるジャネット・ランドレイ（セヴェリンのバンドメイトであるバッジーの元ガールフレンド）がリードボーカルとして採用された。スミスは「Perfect Murder」「Mr. Alphabet Says」の2曲を歌った。後者では、スミスは自分以外の人間がつくった歌詞を歌った。
このプロジェクトに関与した他のミュージシャンは、アンディ・アンダーソン（後にキュアーに加入）、マーティン・マッカリック（後にバンシーズに加入）、ジニー・ヒューズ、アン・ステファンソンであった。
2005年、セヴェリンは『ブルー・サンシャイン』の再リリースを提案した。キュアーのバックカタログの再発盤化を徐々に行っていたスミスはこれに同意。ザ・グローヴのリマスター盤は、3枚のキュアーの再発盤と一緒に、2006年8月8日に2枚組のCDセットとしてリリースされた。2枚目のディスクには、スミスが歌った未発表のデモ・バージョン12曲が初登場した。2013年のレコード・ストア・デイを記念して、LPによる限定版の青色ヴァイナル・バージョンが作成された。

## メンバー
- ロバート・スミス (Robert Smith) - ボーカル、ギター、ベース、キーボード
- スティーヴン・セヴェリン (Steven Severin) - ベース、キーボード
- ジャネット・ランドレイ (Jeanette Landray) - ボーカル
- アンディ・アンダーソン (Andy Anderson) - ドラム
- マーティン・マッカリック (Martin McCarrick) - キーボード、ストリングス
- ジニー・ヒューズ (Ginny Hewes) - ストリングス
- アン・ステファンソン (Anne Stephenson) - ストリングス

## ディスコグラフィ

### スタジオ・アルバム
- 『ブルー・サンシャイン』 - Blue Sunshine (1983年、Wonderland/Polydor)

### シングル
- "Like an Animal" (1983年、Wonderland/Polydor)
- "Punish Me with Kisses" (1983年、Wonderland/Polydor)